# Pennsylvania (Schiff, 1916)
Die zweite USS Pennsylvania (BB-38) war das Typschiff der Pennsylvania-Klasse, einer Klasse von zwei Schlachtschiffen der United States Navy, zu der auch die wesentlich bekanntere Arizona gehört.

## In der Atlantik-Flotte
Die Pennsylvania wurde der Atlantikflotte zugewiesen. Am 12. Oktober 1916 wurde sie zum Flaggschiff des Commander in Chief der U.S. Atlantic Fleet, als Admiral Henry T. Mayo sein Banner von der USS Wyoming zur Pennsylvania transferierte. Im Januar 1917 dampfte die Pennsylvania zu Flottenübungen in die karibische See. Am 6. April 1917, dem Tag der amerikanischen Kriegserklärung gegen Deutschland, kehrte das Schiff in seinen Heimathafen, Yorktown, Virginia, zurück. Sie wurde jedoch nicht – wie einige andere Schlachtschiffe – nach Europa entsandt, um dort die britische Grand Fleet zu verstärken, da sie mit ölbefeuerten Kesseln ausgestattet war und weitere Tanker zur Treibstofflieferung nicht entbehrt werden konnten. Daher wurden nur Schiffe mit Kohlefeuerung zur Unterstützung ausgesandt. Die Pennsylvania verbrachte die folgenden Monate mit Übungen und Trainingsmissionen rund um die Chesapeake Bay, war zwischenzeitlich zu einer kurzen Überholung in der Norfolk Naval Shipyard in Norfolk, Virginia, und New York und an einem kleinen Manöver im Long Island Sound beteiligt.
Am 4. Dezember 1918 lief die Pennsylvania nach Brest in Frankreich aus. Sie begleitete den Truppentransporter George Washington, auf dem der US-Präsident Woodrow Wilson zu den Friedensverhandlungen reiste. Am 14. Dezember verließ die Pennsylvania Brest wieder mit Richtung New York, wo sie am 25. Dezember einlief.
Im Februar 1919 nahm die Pennsylvania erneut an Flottenmanövern in der karibischen See teil, von denen sie im späten Frühjahr nach New York zurückkehrte. Dort wurde am 30. Juni 1919 Admiral Mayo durch Vizeadmiral Henry B. Wilson als Kommandant der US-Atlantikflotte abgelöst.

## In der Pazifik-Flotte
Am 22. August 1922 verließ die Pennsylvania Lynhaven Roads, um sich der Pazifikflotte anzuschließen. Am 26. September in San Pedro, Kalifornien, angekommen, bezog sie ihr vor der Küste von Kalifornien, Washington und Oregon liegendes Einsatzgebiet (bis 1929). Zeitweilig führten Übungen die Pennsylvania in hawaiische Gewässer und durch den Panamakanal in die Karibik. Am 15. April 1925 verließ sie mit der Flotte San Francisco, um – nach Übungen vor Hawaii – am 1. Juli auf Kurs nach Melbourne zu gehen. Nach einem kurzen Besuch in Wellington, Neuseeland, kehrte sie am 26. September 1925 nach San Pedro zurück.
Im Januar 1929 wurde die Pennsylvania nach Panama entsandt. Nach einigen Übungsmanövern während einer kurzen Stationierung in Guantanamo Bay, Kuba, machte sich das Schiff auf Kurs zum Philadelphia Navy Yard, erreichte die Werft am 1. Juni 1929 und blieb dort aufgrund eines Modernisierungs- und Überholungsprogramm für fast zwei Jahre. Am 8. Mai 1931 lief das Schlachtschiff wieder Richtung Guantanamo Bay aus und führte dort vor der Küste Auffrischungstrainings für die Mannschaft durch und kehrte danach in die Staaten zurück. Am 6. August 1931 ging sie erneut auf Kurs Richtung Guantanamo und schließlich nach San Pedro, wo sie sich erneut der Schlachtflotte anschloss.
Von August 1931 bis 1941 nahm die Pennsylvania an taktischen Übungen und Flottenmanövern vor der Westküste der Vereinigten Staaten sowie an Übungen teil, die abwechselnd in hawaiischen und karibischen Gewässern stattfanden. Nach einer erneuten Überholung, diesmal im Puget Sound Naval Shipyard wurde sie am 7. Januar 1941 nach Hawaii verlegt, um dort an den über das Jahr verteilten taktischen Übungen mit Einheiten der Task Forces 1 und 5 teilzunehmen. Eine kurze Reise – zusammen mit Task Force 18 – brachte sie dabei noch einmal direkt vor die Westküste der Vereinigten Staaten.

## Pazifikkrieg

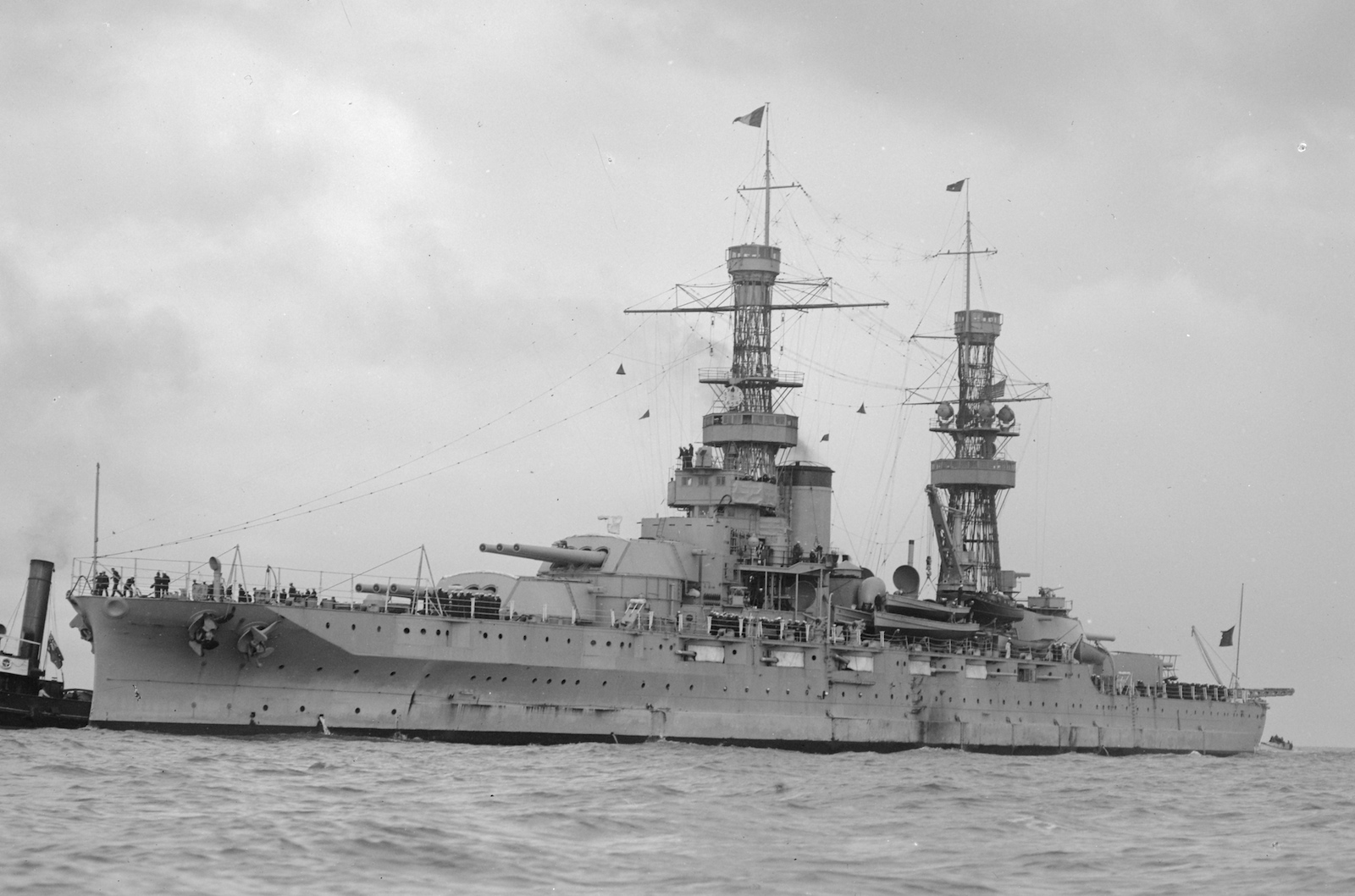
Die USS Pennsylvania im Jahr 1925

### Pearl Harbor
Während des japanischen Angriffs auf Pearl Harbor am 7. Dezember 1941 lag die Pennsylvania im Trockendock im Pearl Harbor Navy Yard. Sie war eines der ersten Schiffe, die das Feuer auf die aus den Wolken auftauchenden feindlichen Sturzkampf- und Torpedobomber eröffneten. Trotz wiederholter Angriffsflüge gelang es den Angreifern nicht, das Tor des Trockendocks zu zerstören; die Pennsylvania und die umliegenden Docks wurden jedoch schwer beschädigt. So wurde zum Beispiel die gesamte Besatzung eines 12,7-cm-Geschützes durch eine an Steuerbord auf dem Bootsdeck einschlagende Bombe getötet, als diese in Kasematte Neun explodierte. Die Zerstörer Cassin und Downes, direkt vor der Pennsylvania vertäut, wurden sehr schwer beschädigt. Umherfliegende Trümmer der beiden Zerstörer fügten dem Schlachtschiff weitere Schäden zu. Ein Teil eines Torpedorohres der Downes mit einem Gewicht von etwa 500 Kilogramm wurde auf das Vorschiff der Pennsylvania geschleudert. Nach dem Angriff waren 15 Tote, 14 Vermisste und 38 Verwundete zu beklagen. Ihr Schwesterschiff, die Arizona wurde bei dem Angriff vernichtet.
Am 20. Dezember 1941 lief die Pennsylvania nach San Francisco aus, wo sie am 29. Dezember einlief. Die dort durchgeführten Reparaturarbeiten dauerten bis zum 30. März 1942 an. Vom 14. April bis 1. August führte die Pennsylvania ausführliche Tests, Training und Patrouillenmissionen vor der kalifornischen Küste durch, die von kurzen Überholungsphasen in San Francisco unterbrochen wurden. Bei einem dieser Aufenthalte, im Juli 1942, hielt der Commander in Chief der United States Navy, Admiral Ernest J. King, eine Zeremonie an Bord des Schiffes ab, in der er die Distinguished Service Medal an Admiral Chester W. Nimitz verlieh – für außerordentliche Verdienste und Pflichterfüllung als Kommandant der US-Pazifikflotte (seit 31. Dezember 1941).

### Schlacht um die Aleuten

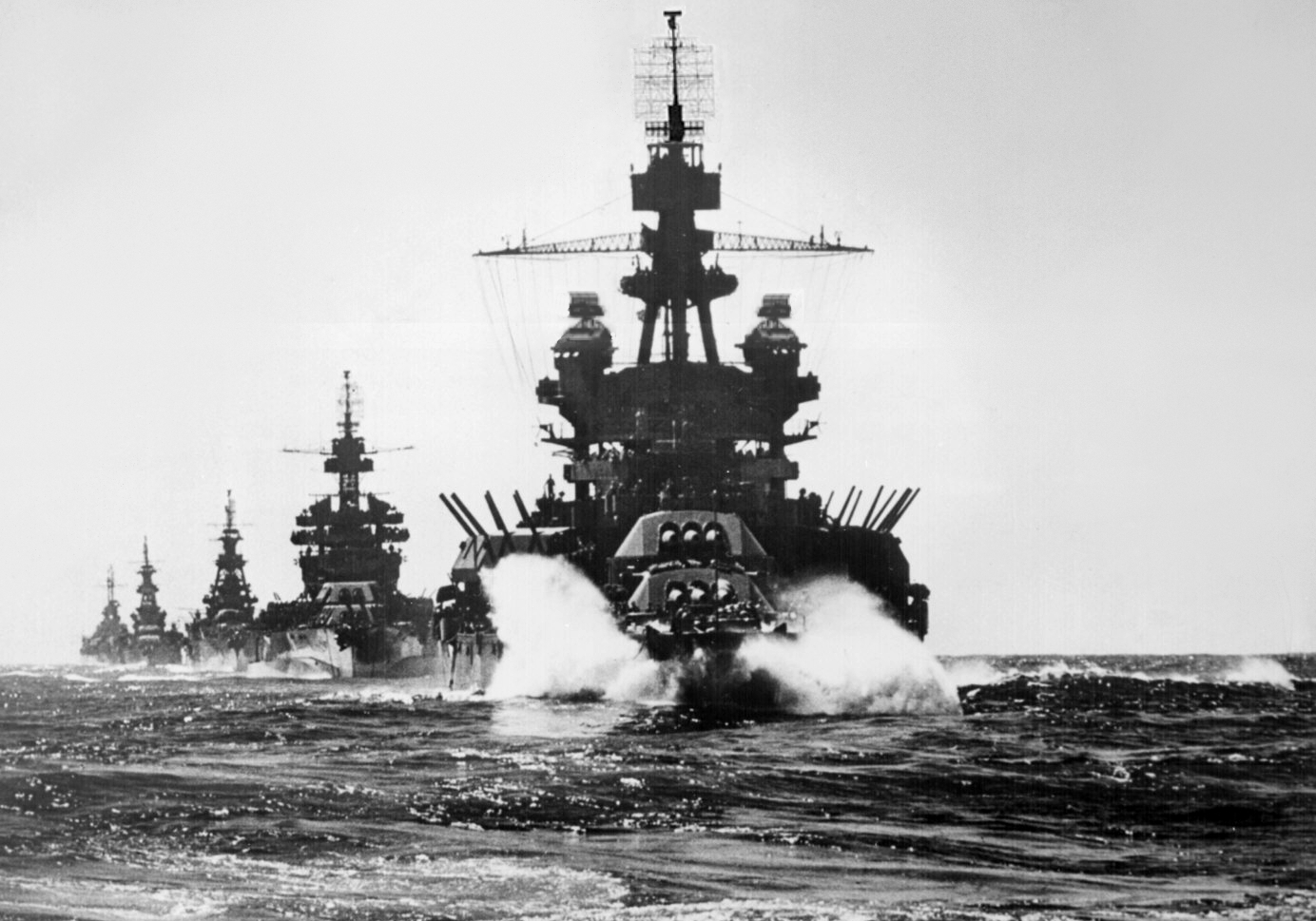
Die Pennsylvania führt die Colorado, Louisville, Portland und Columbia in den Golf von Lingayen, Philippinen, Januar 1945.

Am 1. August 1942 verließ die Pennsylvania San Francisco Richtung Pearl Harbor, wo sie am 14. August einlief. Sie führte Schießübungen durch und nahm an Übungen für Begleitschiffe in Flugzeugträgergruppen teil. Am 4. Oktober kehrte das Schiff nach San Francisco zurück, wo eine Überholung erfolgte, die bis zum 5. Februar 1943 andauerte. Nach einem Auffrischungtraining und einer Flugabwehr-Patrouillenfahrt vor der Küste von Kalifornien machte sich die Pennsylvania auf den Weg Richtung Alaska, von wo aus sie im Aleuten-Feldzug eingesetzt wurde.
Am 30. April traf die Pennsylvania in Cold Bay, Alaska ein. Am 11. und 12. Mai beschoss sie die Strände von Holtz Bay, Attu und Chichagof Harbor, um die dortigen Landungen zu unterstützen. Als sie am 12. Mai von dort zurückkehrte, meldete ein Überwachungsflugzeug einen auf die Pennsylvania zulaufenden Torpedo. Sie konnte den Torpedo mit Höchstfahrt ausmanövrieren, so dass er im Kielwasser vorbeilief. Die Zerstörer USS Edwards und USS Farragut griffen das U-Boot an, das den Torpedo geschossen hatte. Nach zehn Stunden pausenloser Wasserbombenverfolgung wurde das japanische U-Boot I-31 zum Auftauchen gezwungen und von der Edwards mit Artillerie beschossen. I-31 konnte zunächst schwer beschädigt entkommen, wurde dann aber vom Zerstörer USS Frazier versenkt. Am Morgen des 14. Mai wurden erneut Torpedolaufbahnen gesichtet und die Zerstörer verfolgten den Angreifer erfolglos. Zur gleichen Zeit startete die Pennsylvania ihre Wasserflugzeuge. Diese sollten vom Seeflugzeugtender USS Casco aus feindliche Stellungen auf Attu angreifen.
Am Nachmittag des 14. Mai unterstützte die Pennsylvania bei ihrer dritten Beschießungsmission den Infanterieangriff im westlichen Seitenarm der Holtz Bay. Sie kreuzte nordöstlich von Attu bis zum 19. Mai, als sie nach Adak fuhr. Sie verließ Adak wieder am 21. Mai und erreichte die Puget Sound Navy Yard in Bremerton, Washington, am 28. Mai. Am 7. August kehrte sie wieder nach Adak zurück und verließ es am 13. August als Flaggschiff von Admiral Rockwell, dem Befehlshaber der Kiska Attack Force. Am 15. August landeten die Angriffstruppen an den westlichen Stränden von Kiska, ohne auf Gegenwehr zu stoßen. Am Abend des 16. August wurde klar, dass die Japaner die Insel heimlich hinter dem Schutz einer Nebelwand evakuiert hatten. Die Pennsylvania kreuzte noch einige Zeit vor Kiska und kehrte am 23. August nach Adak zurück.

### Okinawa
Es wurden Reparaturen durchgeführt, um dem Schiff den Weg zu den Marshallinseln zu ermöglichen.

## Atombombentests im Bikini-Atoll
Im Juli 1946 wurde die Pennsylvania im Bikini-Atoll als Zielschiff für Atombombentests verwendet. Nach den Tests wurde sie in die Kwajalein-Lagune geschleppt und am 29. August 1946 außer Dienst gestellt. Für radiologische und strukturelle Studien blieb das Schiff zunächst in der Lagune liegen, bis sie am 10. Februar 1948 dort versenkt wurde. Am 19. Februar wurde das Schiff aus den Listen gestrichen.

## Auszeichnungen
Für ihre Dienste im Zweiten Weltkrieg erhielt die Pennsylvania acht Battle Stars.